# Tracheplexia
Tracheplexia là một chi bướm đêm thuộc họ Noctuidae.

## Các loài
- Tracheplexia amaranta (Felder & Rogenhofer, 1874)
- Tracheplexia conservuloides Berio, 1966
- Tracheplexia debilis (Butler, 1879)
- Tracheplexia galleyi Viette, 1981
- Tracheplexia leguerni Laporte, 1984
- Tracheplexia lucia (Felder & Rogenhofer, 1874)
- Tracheplexia richinii Berio, 1973
- Tracheplexia schista Fletcher, 1961